# Muleta (embarcação)

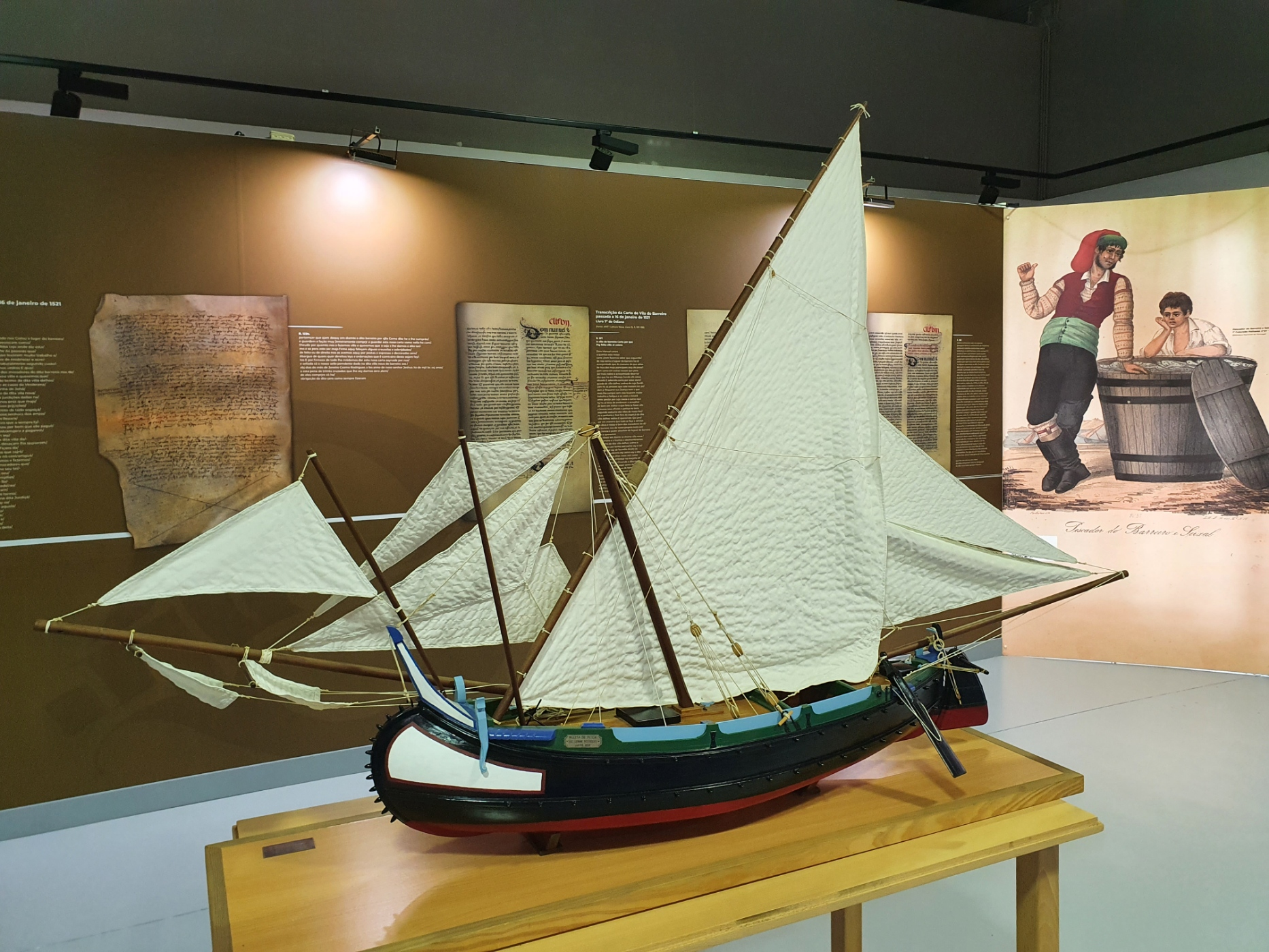
Muleta, modelo elaborado por Lenine Rodrigues e exposto no Espaço Memória, no Barreiro

A Muleta, Muleta do Seixal, Muleta do Barreiro, Muleta do Tejo ou Muleta de Tartaranha, é uma invulgar embarcação portuguesa, caída em desuso em finais do século XIX. Os seus portos de armamento eram o Seixal e o Barreiro, onde figura como o elemento principal no brasão destas duas cidades.
Embarcação de pesca de arrasto à vela, aparelhava uma arte de rede de arrasto pelo fundo em forma de saco, chamada arte de tartaranha. A sua zona de atuação limitava-se aos estuários do Tejo e do Sado e à plataforma continental entre os cabo da Roca e cabo Espichel. Pescava principalmente peixe areado (azevia, linguado e solha).
Considerada durante muito tempo como uma embarcação de tipo romano (ou mesmo mais antiga), a moderna investigação situa-a em Portugal numa data muito mais recente (sécs. XVI-XVII). A muleta de tartaranha foi substituída nos finais do século XIX pelo bote de tartaranha, embarcação tradicional do tipo dos barcos do Tejo, que desenvolveu a sua atividade até finais da Segunda Guerra Mundial.
Um dos aspectos mais característicos da muleta e do bote de tartarenha é o aspeto vélico, constituído por um conjunto grande de velas armadas a vante e a ré, triangulares e retangulares.